# إيكلس سنودن
إيكلس سنودن هو سياسي أسترالي، ولد في 22 مارس 1880 في هوبارت في أستراليا، وتوفي في 30 يونيو 1934 في لندن في المملكة المتحدة. انتخب عضو مجلس نواب تسمانيا ‏ عن دائرة دنيسون ‏ (31 مايو 1919 – 1 يوليو 1924).